# Боу-Роуд (станция метро)
«Боу-Роуд» (англ. Bow Road) — станция Лондонского метрополитена в районе Боу округа Тауэр Хамлетс в восточном Лондоне. На станции останавливаются поезда линий «Хаммерсмит-энд-Сити» и «Дистрикт». Относится ко второй тарифной зоне.

## История станции
Станция была открыта 11 июня 1902 года в составе железной дороги Уайтчепел — Боу (позже данный участок вошёл в состав линии Дистрикт).
В 1905 году линия была электрифицирована. Линия Метрополитэн дотянулась до станции «Боу» в 1936 году, после присоединения к линии участка Уайтчепел — Баркинг.
В 1990 году участок Хаммерсмит — Баркинг линии «Метрополитен» официально выделен в линию «Хаммерсмит-энд-Сити».
Билетно-кассовый павильон станции включён в список памятников архитектуры Лондона.

## Современное состояние станции
Въезд в туннель под улицей Боу-Роуд (для поездов, следующих со станции «Баркинг» в направлении центра) является самым крутым во всём Лондонском метрополитене — угол наклона составляет 35 тысячных.
Когда-то неподалёку от станции метро (на другой стороне улицы) располагалась железнодорожная станция с аналогичным названием Боу-Роуд, однако, она была закрыта в 1949 году.